# Jerarquia digital síncrona
La jerarquia digital síncrona (SDH) (Synchronous Digital Hierarchy), es pot considerar com l'evolució dels sistemes de transmissió, a conseqüència de la utilització de la fibra òptica com a medi de transmissió, així com la necessitat de sistemes més flexibles i que suportin amplades de banda elevats. La jerarquia SDH es va desenvolupar en EUA amb el nom SONET i posteriorment el CCITT l'any 1989 va publicar una sèrie de recomanacions on es definia de forma definitiva amb el nom de SDH. Una de les especificacions d'aquesta jerarquia feia referència a la compatibilitat amb la ja implantada Jerarquia Digital Plesiòcrona (Plesiochronous Digital Hierarchy), ja que el nou sistema jeràrquic s'implantaria de forma progressiva i hauria de conviure amb la jerarquia plesiòcrona instal·lada. Aquest és el motiu pel qual la Unió Internacional de Telecomunicacions va estandarditzar el procés per transportar les antigues trames en les noves. La trama bàsica del SDH és el STM-1 (Synchronous Transport Module level 1), amb una velocitat de 155 Mbps. Cada trama va encapsulada en un tipus especial d'estructura anomenat contenidor. Un cop que s'ha encapsulat se li afegeixen capçaleres de control que identifiquen el contingut de l'estructura i el conjunt, després d'un procés de multiplexació, s'integra dintre de l'estructura STM-1. Els nivells superiors es formen a partir de multiplexar a nivell de byte diverses estructures STM-1, donant lloc als nivells STM-4,STM-16 i STM-64.

## Estructura de la trama STM-1
Les trames contenen informació de cadascun dels components de la xarxa, trajecte, línia i secció, a més a més de la informació de l'usuari. Les dades s'encapsulen en contenidors específics per a cada tipus de senyal tributari.

A aquests contenidors se'ls hi afegeix una informació addicional denominada Path overhead, els quals són bytes que són emprats per al manteniment de la xarxa, donant lloc a la formació dels anomenats contenidors virtuals (VC).
El resultat de la multiplexació és una trama formada per 9 files de 270 bytes cada fila (270 columnes de 9 bytes). La transmissió es realitza bit a bit en el sentit d'esquerra a dreta i de dalt a baix. Es transmeten 8000 d'aquestes trames per segon (cada trama es transmet en 125 μs). Per tant, la taxa de transmissió per a cada nivell és:
- STM-1 = 8000 * (270 bytes * 8 bits * 9 files) = 155 Mbps
- STM-4 = 4 * 8000 * (270 bytes * 8 bits * 9 files) = 622 Mbps
- STM-16 = 16 * 8000 * (270 bytes * 8 bits * 9 files) = 2.5 Gbps

De les 270 columnes que formen la trama STM-1, les 9 primeres formen l'anomenada Overhead, mentre que les altres 261 constitueixen la càrrega útil (Payload).
En l'overhead estan continguts bytes per l'alineament de la trama, control d'errors, canals d'operació i manteniment de la xarxa i els punters, que indiquen el començament del primer byte de cada contenidor virtual.

## Avantatges i desavantatges de SDH
La SDH presenta una sèrie d'avantatges respecte a la jerarquia digital plesiòcrona (PDH).
Alguns d'aquests avantatges són:
- El procés de multiplexació és molt més directe. La utilització de punters permet una localització senzilla i ràpida dels senyals tributaris de la informació.
- El processament del senyal es realitza a nivell de STM-1. Els senyals de velocitats superiors són síncrons entre si i estan en fase per ser generats localment per cada node de la xarxa.
- Les trames tributàries dels senyals de línia poden ser subdividits per a transportar càrregues plesiòcrones, tràfic ATM o unitats de menor ordre. Això suposa barrejar tràfic de diferents tipus donant lloc a xarxes flexibles.
- Compatibilitat elèctrica i òptica entre els aparells dels diferents subministradors gràcies als estàndards internacionals sobre interfícies elèctriques i òptiques.

Per una altra banda, els desavantatges són:
- Algunes xarxes PDH actuals ja presenten una certa flexibilitat i no són compatibles amb SDH.
- Hi ha la necessitat de sincronisme entre els nodes de la xarxa SDH, cal que tots els serveis treballin sota una mateixa referència de temporització.
- El principi de compatibilitat ha estat més important que el de l'optimització de l'amplada de banda durant la fase de desenvolupament. El nombre de bytes emprats a la capçalera de secció és molt elevat, el que comporta una pèrdua d'eficiència.